# Unfug (Theologenfamilie)
Unfug, latinisiert Unfugius, ist der Name einer 1746 im Zedler-Lexikon beschriebenen gelehrten Theologenfamilie, die zur württembergisch-fränkischen Geistlichkeit zählte und in die altwürttembergische Ehrbarkeit eintrat.

## Historie
Die Stammreihe beginnt mit Johann Unfug (1523–1586) aus Windsbach, der sich durch ein markgräfliches Stipendium 1551 in Wittenberg dem Studium der Theologie widmen konnte. Der Geistliche stieg im Laufe seines Wirkens in hohe Würden auf. So versah er als Nachfolger Georg Kargs die Stadtpfarrei Ansbach und wirkte als Hofprediger des Markgrafen Georg Friedrich I. von Brandenburg-Ansbach und Kulmbach. Fernerhin fungierte Pfarrer Johann Unfug als Kirchenrat sowie Konsistorialrat.
Als Kirchenmann war Johann Unfug einer der Gutachter über das Torgische Buch, das als Vorläufer der Konkordienformel gilt.
Alle drei Söhne des lutherischen Geistlichen folgten ihrem Vater in die theologische Laufbahn. Der jüngste diente in den Türkenkriegen als Feldprediger des Grafen zu Hohenlohe. Der älteste, seinem Vater gleichnamige Sohn († 1611) bekleidete neben seinem Pfarramt das Seniorat (Oberpfarrer) des geistlichen Kapitels im brandenburg-ansbachischen Amt Schwabach. Dessen Sohn Johann Philipp Unfug (1596–1675) wurde Pfarrer in Michelbach an der Heide und Senior des fürstlich brandenburgischen Kapitels im Amt Crailsheim. Magister Unfug war ein Enkelsohn des Reformators Georg Parsimonius und hatte die Tochter eines Senators sowie Gastgebers in Gunzenhausen zur Gemahlin. Sein Grabmal ist in der Michelbacher Kirche erhalten.
Johann Philipp Unfug der Ältere hatte mit Johann Philipp Unfug dem Jüngeren (1643–1691) und Johann Albrecht Unfug (1630–1702) zwei Söhne. Johann Philipp Unfug der Jüngere folgte seinem Vater in den geistlichen Stand und ehelichte die Tochter eines hohenlohischen Kammerrats. Der Grabstein des kinderlos verstorbenen Theologen soll sich erhalten haben.
Der Chirurgus Johann Albrecht Unfug, der als Hof-Barbier dem Hofstaat der Grafen zu Hohenlohe-Langenburg angehörte und aus dessen Feder sich casualpoetische Schriften erhalten haben, ehelichte in erster Ehe die Tochter des Langenburger Stadtvogts Hohenbuch aus einer seit 1544 wappenführenden hohenlohischen Beamtenfamilie. Aus erster Ehe hatte der Hof-Barbier Unfug einen Sohn, Johann Philipp Unfug († 1729), der nach absolviertem Theologiestudium Kaplan in Cadolzburg wurde.
Ein Enkelsohn des hohenlohe-langenburgischen Hof-Barbiers war Rektor am Gymnasium zu Schleiz und wurde nachfolgend Organist sowie Kantor in Cadolzburg.
Johann Friedrich Unfug (1695–1773), Sohn des Chirurgen Johann Albrecht Unfug aus dessen zweiter Ehe mit der Tochter des Schlosstorwarts Fischer, übte das mit Vermögen einhergehende Bäckergewerk aus. Er wurde aus dem zwölfköpfigen amtsstädtischen Gerichtskollegium heraus, das unter anderem den Blutbann ausübte und die Stadtverwaltung besorgte, zum Amtsbürgermeister von Gochsheim erkoren. Als Gerichtsverwandter eines Stadtgerichts gehörte Johann Friedrich Unfug zum Stand der Ehrbarkeit. Amtsbürgermeister Unfug hatte lediglich eine Tochter, Margaretha Sophia (1727–1797).
Durch Heirat mit dem späteren Zunftmeister der Sinsheimer Metzger Johann Martin Götz (1724–1765) gehörte die Bürgermeistertochter zu einer vermögenden Oberschichtenfamilie aus dem Zirkel des ratsherrlichen Stadtbürgertums.
1746 wurde die Theologenfamilie in Johann Heinrich Zedlers Universal-Lexicon aufgenommen. Die Nachfahren von Magister Johann Unfug († 1611) stehen über die Vorfahrenlinie seiner Gemahlin Hedwig Karg in Ahnengemeinschaft mit Johann Wolfgang Goethe.